# Просто секс
„Просто секс“ (на английски: No Strings Attached) е щатска романтична комедия от 2011 г. на режисьора Айвън Райтман, по сценарий на Елизабет Мериуетър, с участието на Натали Портман и Ащън Къчър. Филмът е пуснат в Съединените щати на 21 януари 2011 г.

## Актьорски състав
| Актьор          | Роля                                         |
| --------------- | -------------------------------------------- |
| Натали Портман  | Доктор Ема Кърцман                           |
| Стефани Скот    | Ема като млада                               |
| Ащън Къчър      | Адам Франклин                                |
| Дилън Хейс      | Адам като млад                               |
| Кевин Клайн     | Алвин Франклин, баща на Адам                 |
| Кари Елуис      | Доктор Стивън Мецнер, шеф на Ема             |
| Грета Геруиг    | Доктор Патрик, приятелка на Ема              |
| Лейк Бел        | Луси, колега на Адам                         |
| Оливия Търлби   | Кейти Кърцман                                |
| Лудакрис        | Уолъс, приятел на Адам                       |
| Джейк Джонсън   | Али, приятел на Адам                         |
| Минди Калинг    | Доктор Шира, приятелка на Ема                |
| Талия Балсам    | Сандра Кърцман                               |
| Офелия Ловибонд | Ванеса, гадже на Алвин и бившо гадже на Адам |
| Гай Бранъм      | Доктор Сам                                   |
| Дженифър Ъруин  | Меган, шеф на Адам                           |
| Адхир Калиан    | Кевин, годеник на Кейти                      |
| Браян Диеркър   | Боунс, гадже на Сандра                       |
| Аби Елиът       | Джой                                         |
| Ведет Лим       | Лиса                                         |

## В България
В България филмът е пуснат по кината на 4 февруари 2011 г. от „Форум Филм България“.
На 30 декември 2013 г. е излъчен премиерно по „Нова телевизия“.
През 2019 г. се излъчва и по каналите на „БТВ Медиа Груп“.
Дублажи
| Озвучаващи артисти  | Даниела Йорданова Силвия Русинова Даниела Сладунова Николай Николов Христо Узунов Георги Георгиев-Гого |
| Преводач            | Ирина Ценкова                                                                                          |
| Тонрежисьор         | Стефан Дучев                                                                                           |
| Режисьор на дублажа | Димитър Кръстев                                                                                        |

| Озвучаващи артисти  | Мартин Герасков Момчил Степанов Станислав Димитров Нина Гавазова Христина Ибришимова |
| Преводач            | Борислав Стефанов                                                                    |
| Тонрежисьор         | Георги Калудов                                                                       |
| Режисьор на дублажа | Веселина Стоилова                                                                    |